# Sabra (pessoa)

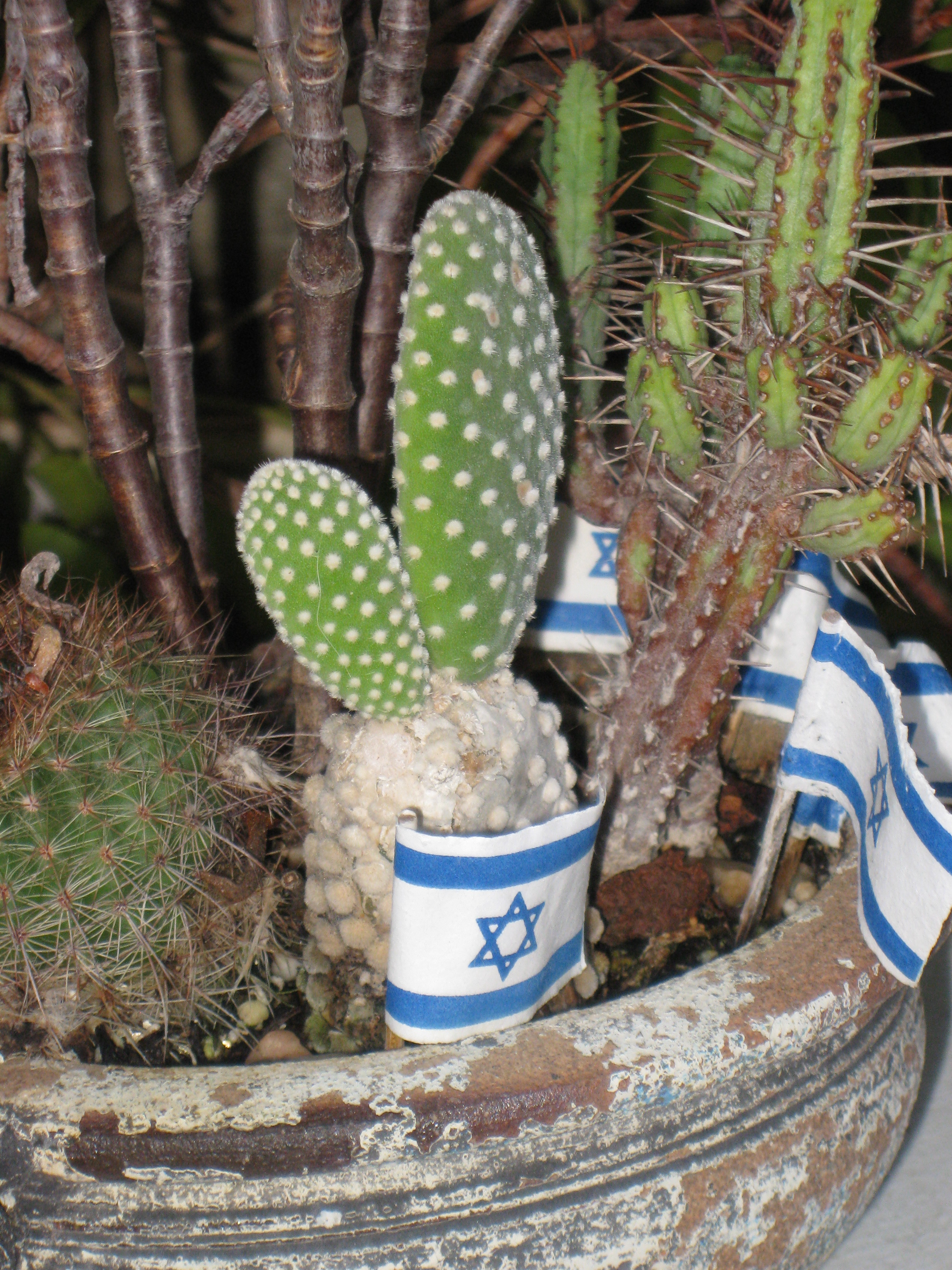
Um vaso de cacto com a bandeira de Israel.

Sabra, ou Tzabar, (Hebraico: צַבָּר, plural: tzabarim) é um termo moderno em hebraico que define qualquer judeu nascido em Israel. O termo tornou-se amplamente utilizado na década de 1930 para se referir a um judeu que havia nascido em Israel, incluindo o Mandato Britânico da Palestina e a Síria otomana; cf. Novo Yishuv e Velho Yishuv, embora possa ter aparecido antes. Desde a criação do Estado de Israel em 1948, os israelenses têm usado a palavra para se referir a um judeu nascido em qualquer lugar na Terra de Israel.
O termo alude a uma planta desértica tenaz e espinhosa, conhecida em algumas variantes do português como figo da Índia, com uma pele grossa que oculta um interior doce e macio. O cacto é comparado aos judeus israelenses, que são supostamente "duros por fora, mas delicados e doces por dentro".
Em 2010, mais de quatro milhões de judeus israelenses (70%) eram sabras, com uma porcentagem ainda maior de jovens judeus israelenses caindo nessa categoria. Em 2015, cerca de 75% da população judaica de Israel era nativa. Em 2024, esse número aumentou para 80%.